# Worms: Open Warfare 2
Worms: Open Warfare 2 é um jogo de estratégia baseado em turnos. Foi desenvolvido pela Team17 e publicado pela THQ para o PlayStation Portable e Nintendo DS. É a sequência de Worms: Open Warfare, lançado em 2006.